# Concacaf Nations League C 2019/2020
Concacaf Nations League C 2019/2020 spelades mellan 5 september och 19 november 2019.

## Nationer
| - Amerikanska Jungfruöarna - Anguilla - Bahamas - Bonaire - Barbados | - Brittiska Jungfruöarna - Caymanöarna - Guadeloupe - Guatemala | - Puerto Rico - Turks- och Caicosöarna - Saint-Martin - Sint Maarten |

## Grupper

### Grupp A
| Nr | Lag                      | S | V | O | F | GM | IM | MS  | P  |
| -- | ------------------------ | - | - | - | - | -- | -- | --- | -- |
| 1  | Barbados                 | 6 | 4 | 0 | 2 | 14 | 4  | +10 | 12 |
| 2  | Caymanöarna              | 6 | 4 | 0 | 2 | 7  | 8  | −1  | 12 |
| 3  | Saint-Martin             | 6 | 3 | 0 | 3 | 7  | 8  | −1  | 9  |
| 4  | Amerikanska Jungfruöarna | 6 | 1 | 0 | 5 | 3  | 11 | −8  | 3  |

|             | 5 september 2019 | Amerikanska Jungfruöarna | 0 – 2           | Caymanöarna               | Bethlehem Soccer Stadium                                  |                                                           |
| 15:00 UTC−4 | 15:00 UTC−4      |                          | (0 – 0) Rapport | 60′, 90+5′ Michael Martin | St. Croix Domare: Tristley Bassue (Saint Kitts och Nevis) | St. Croix Domare: Tristley Bassue (Saint Kitts och Nevis) |
| 15:00 UTC−4 | 15:00 UTC−4      |                          |                 |                           | St. Croix Domare: Tristley Bassue (Saint Kitts och Nevis) | St. Croix Domare: Tristley Bassue (Saint Kitts och Nevis) |
| 15:00 UTC−4 | 15:00 UTC−4      |                          |                 |                           | St. Croix Domare: Tristley Bassue (Saint Kitts och Nevis) | St. Croix Domare: Tristley Bassue (Saint Kitts och Nevis) |

|             | 5 september 2019 | Barbados                                                 | 4 – 0           | Saint-Martin | Wildey Turf                                    |                                                |
| 18:00 UTC−4 | 18:00 UTC−4      | Omani Leacock 4′ Nick Blackman 15′, 49′ Thierry Gale 64′ | (2 – 0) Rapport |              | Bridgetown Domare: Patrick Senecharles (Haiti) | Bridgetown Domare: Patrick Senecharles (Haiti) |
| 18:00 UTC−4 | 18:00 UTC−4      |                                                          |                 |              | Bridgetown Domare: Patrick Senecharles (Haiti) | Bridgetown Domare: Patrick Senecharles (Haiti) |
| 18:00 UTC−4 | 18:00 UTC−4      |                                                          |                 |              | Bridgetown Domare: Patrick Senecharles (Haiti) | Bridgetown Domare: Patrick Senecharles (Haiti) |

|             | 8 september 2019 | Saint-Martin | 0 – 2           | Amerikanska Jungfruöarna         | Raymond E. Guishard Technical Centre                     |                                                          |
| 15:00 UTC−4 | 15:00 UTC−4      |              | (0 – 2) Rapport | 3′ Aaron Dennis 6′ Raejae Joseph | The Valley (Anguilla) Domare: Okeito Nicholson (Jamaica) | The Valley (Anguilla) Domare: Okeito Nicholson (Jamaica) |
| 15:00 UTC−4 | 15:00 UTC−4      |              |                 |                                  | The Valley (Anguilla) Domare: Okeito Nicholson (Jamaica) | The Valley (Anguilla) Domare: Okeito Nicholson (Jamaica) |
| 15:00 UTC−4 | 15:00 UTC−4      |              |                 |                                  | The Valley (Anguilla) Domare: Okeito Nicholson (Jamaica) | The Valley (Anguilla) Domare: Okeito Nicholson (Jamaica) |

|             | 9 september 2019 | Caymanöarna                                             | 3 – 2           | Barbados                        | Truman Bodden Sports Complex                |                                             |
| 18:30 UTC−5 | 18:30 UTC−5      | Michael Martin 5′ Jonah Ebanks 70′ Jorel Bellafonte 75′ | (1 – 1) Rapport | 14′ Akeem Hill 74′ Rashad Jules | George Town Domare: Luis Santander (Mexiko) | George Town Domare: Luis Santander (Mexiko) |
| 18:30 UTC−5 | 18:30 UTC−5      |                                                         |                 |                                 | George Town Domare: Luis Santander (Mexiko) | George Town Domare: Luis Santander (Mexiko) |
| 18:30 UTC−5 | 18:30 UTC−5      |                                                         |                 |                                 | George Town Domare: Luis Santander (Mexiko) | George Town Domare: Luis Santander (Mexiko) |

|             | 12 oktober 2019 | Saint-Martin                      | 3 – 0           | Caymanöarna | Raymond E. Guishard Technical Centre                  |                                                       |
| 15:00 UTC−4 | 15:00 UTC−4     | Yannick Bellechasse 64′, 71′, 75′ | (0 – 0) Rapport |             | The Valley (Anguilla) Domare: Oshane Nation (Jamaica) | The Valley (Anguilla) Domare: Oshane Nation (Jamaica) |
| 15:00 UTC−4 | 15:00 UTC−4     |                                   |                 |             | The Valley (Anguilla) Domare: Oshane Nation (Jamaica) | The Valley (Anguilla) Domare: Oshane Nation (Jamaica) |
| 15:00 UTC−4 | 15:00 UTC−4     |                                   |                 |             | The Valley (Anguilla) Domare: Oshane Nation (Jamaica) | The Valley (Anguilla) Domare: Oshane Nation (Jamaica) |

|             | 12 oktober 2019 | Barbados          | 1 – 0           | Amerikanska Jungfruöarna | Wildey Turf                                     |                                                 |
| 20:00 UTC−4 | 20:00 UTC−4     | Nick Blackman 55′ | (0 – 0) Rapport |                          | Bridgetown Domare: Benjamín Pineda (Costa Rica) | Bridgetown Domare: Benjamín Pineda (Costa Rica) |
| 20:00 UTC−4 | 20:00 UTC−4     |                   |                 |                          | Bridgetown Domare: Benjamín Pineda (Costa Rica) | Bridgetown Domare: Benjamín Pineda (Costa Rica) |
| 20:00 UTC−4 | 20:00 UTC−4     |                   |                 |                          | Bridgetown Domare: Benjamín Pineda (Costa Rica) | Bridgetown Domare: Benjamín Pineda (Costa Rica) |

|             | 15 oktober 2019 | Amerikanska Jungfruöarna | 0 – 4           | Barbados                                                                 | Bethlehem Soccer Stadium                                      |                                                               |
| 17:00 UTC−4 | 17:00 UTC−4     |                          | (0 – 1) Rapport | 17′ Omani Leacock 77′ Rashad Jules 80′ Armando Lashley 90′ Zico Phillips | St. Croix Domare: Randy Encarnación (Dominikanska republiken) | St. Croix Domare: Randy Encarnación (Dominikanska republiken) |
| 17:00 UTC−4 | 17:00 UTC−4     |                          |                 |                                                                          | St. Croix Domare: Randy Encarnación (Dominikanska republiken) | St. Croix Domare: Randy Encarnación (Dominikanska republiken) |
| 17:00 UTC−4 | 17:00 UTC−4     |                          |                 |                                                                          | St. Croix Domare: Randy Encarnación (Dominikanska republiken) | St. Croix Domare: Randy Encarnación (Dominikanska republiken) |

|             | 15 oktober 2019 | Caymanöarna      | 1 – 0           | Saint-Martin | Truman Bodden Sports Complex                    |                                                 |
| 18:30 UTC−5 | 18:30 UTC−5     | Jonah Ebanks 75′ | (0 – 0) Rapport |              | George Town Domare: Fernando Hernández (Mexiko) | George Town Domare: Fernando Hernández (Mexiko) |
| 18:30 UTC−5 | 18:30 UTC−5     |                  |                 |              | George Town Domare: Fernando Hernández (Mexiko) | George Town Domare: Fernando Hernández (Mexiko) |
| 18:30 UTC−5 | 18:30 UTC−5     |                  |                 |              | George Town Domare: Fernando Hernández (Mexiko) | George Town Domare: Fernando Hernández (Mexiko) |

|             | 16 november 2019 | Saint-Martin          | 1 – 0           | Barbados | Raymond E. Guishard Technical Centre                  |                                                       |
| 16:00 UTC−4 | 16:00 UTC−4      | Yannick Chevalier 81′ | (0 – 0) Rapport |          | The Valley (Anguilla) Domare: Bryan López (Guatemala) | The Valley (Anguilla) Domare: Bryan López (Guatemala) |
| 16:00 UTC−4 | 16:00 UTC−4      |                       |                 |          | The Valley (Anguilla) Domare: Bryan López (Guatemala) | The Valley (Anguilla) Domare: Bryan López (Guatemala) |
| 16:00 UTC−4 | 16:00 UTC−4      |                       |                 |          | The Valley (Anguilla) Domare: Bryan López (Guatemala) | The Valley (Anguilla) Domare: Bryan López (Guatemala) |

|             | 16 november 2019 | Caymanöarna     | 1 – 0           | Amerikanska Jungfruöarna | Truman Bodden Sports Complex             |                                          |
| 19:30 UTC−5 | 19:30 UTC−5      | Ackeem Hyde 17′ | (1 – 0) Rapport |                          | George Town Domare: José Kellys (Panama) | George Town Domare: José Kellys (Panama) |
| 19:30 UTC−5 | 19:30 UTC−5      |                 |                 |                          | George Town Domare: José Kellys (Panama) | George Town Domare: José Kellys (Panama) |
| 19:30 UTC−5 | 19:30 UTC−5      |                 |                 |                          | George Town Domare: José Kellys (Panama) | George Town Domare: José Kellys (Panama) |

|             | 19 november 2019 | Barbados                                 | 3 – 0           | Caymanöarna | Wildey Turf                                             |                                                         |
| 20:00 UTC−4 | 20:00 UTC−4      | Hallam Hope 32′, 90′ Armando Lashley 86′ | (1 – 0) Rapport |             | Bridgetown Domare: Kimbell Ward (Saint Kitts och Nevis) | Bridgetown Domare: Kimbell Ward (Saint Kitts och Nevis) |
| 20:00 UTC−4 | 20:00 UTC−4      |                                          |                 |             | Bridgetown Domare: Kimbell Ward (Saint Kitts och Nevis) | Bridgetown Domare: Kimbell Ward (Saint Kitts och Nevis) |
| 20:00 UTC−4 | 20:00 UTC−4      |                                          |                 |             | Bridgetown Domare: Kimbell Ward (Saint Kitts och Nevis) | Bridgetown Domare: Kimbell Ward (Saint Kitts och Nevis) |

|             | 19 november 2019 | Amerikanska Jungfruöarna | 1 – 2           | Saint-Martin                                  | Bethlehem Soccer Stadium |           |
| 20:00 UTC−4 | 20:00 UTC−4      | Ramesses McGuiness 69′   | (0 – 1) Rapport | 39′ Yannick Chevalier 49′ Yannick Bellechasse | St. Croix                | St. Croix |
| 20:00 UTC−4 | 20:00 UTC−4      |                          |                 |                                               | St. Croix                | St. Croix |
| 20:00 UTC−4 | 20:00 UTC−4      |                          |                 |                                               | St. Croix                | St. Croix |

### Grupp B
| Nr | Lag                    | S | V | O | F | GM | IM | MS  | P  |
| -- | ---------------------- | - | - | - | - | -- | -- | --- | -- |
| 1  | Bahamas                | 4 | 3 | 1 | 0 | 10 | 2  | +8  | 10 |
| 2  | Bonaire                | 4 | 2 | 1 | 1 | 10 | 8  | +2  | 7  |
| 3  | Brittiska Jungfruöarna | 4 | 0 | 0 | 4 | 5  | 15 | −10 | 0  |

|             | 6 september 2019 | Bonaire                                                         | 4 – 2           | Brittiska Jungfruöarna  | Ergilio Hato Stadium                                                       |                                                                            |
| 15:00 UTC−4 | 15:00 UTC−4      | Edshel Martha 74′, 83′ Yurick Seinpaal 78′ Jursten Trinidad 81′ | (0 – 1) Rapport | 32′, 90+2′ Tyler Forbes | Willemstad (Curaçao) Domare: Moeth Gaymes (Saint Vincent och Grenadinerna) | Willemstad (Curaçao) Domare: Moeth Gaymes (Saint Vincent och Grenadinerna) |
| 15:00 UTC−4 | 15:00 UTC−4      |                                                                 |                 |                         | Willemstad (Curaçao) Domare: Moeth Gaymes (Saint Vincent och Grenadinerna) | Willemstad (Curaçao) Domare: Moeth Gaymes (Saint Vincent och Grenadinerna) |
| 15:00 UTC−4 | 15:00 UTC−4      |                                                                 |                 |                         | Willemstad (Curaçao) Domare: Moeth Gaymes (Saint Vincent och Grenadinerna) | Willemstad (Curaçao) Domare: Moeth Gaymes (Saint Vincent och Grenadinerna) |

|             | 9 september 2019 | Bahamas                           | 2 – 1           | Bonaire               | Thomas Robinson Stadium |        |
| 18:00 UTC−4 | 18:00 UTC−4      | Happy Hall 49′ Cameron Hepple 78′ | (0 – 0) Rapport | 90+2′ Yurick Seinpaal | Nassau                  | Nassau |
| 18:00 UTC−4 | 18:00 UTC−4      |                                   |                 |                       | Nassau                  | Nassau |
| 18:00 UTC−4 | 18:00 UTC−4      |                                   |                 |                       | Nassau                  | Nassau |

|             | 10 oktober 2019 | Brittiska Jungfruöarna | 0 – 4           | Bahamas                                                          | Warner Park                                                                           |                                                                                       |
| 15:00 UTC−4 | 15:00 UTC−4     |                        | (0 – 1) Rapport | 37′ (str.), 49′ Lesly St. Fleur 55′ Happy Hall 81′ Quinton Carey | Basseterre (Saint Kitts och Nevis) Domare: Trevester Richards (Saint Kitts och Nevis) | Basseterre (Saint Kitts och Nevis) Domare: Trevester Richards (Saint Kitts och Nevis) |
| 15:00 UTC−4 | 15:00 UTC−4     |                        |                 |                                                                  | Basseterre (Saint Kitts och Nevis) Domare: Trevester Richards (Saint Kitts och Nevis) | Basseterre (Saint Kitts och Nevis) Domare: Trevester Richards (Saint Kitts och Nevis) |
| 15:00 UTC−4 | 15:00 UTC−4     |                        |                 |                                                                  | Basseterre (Saint Kitts och Nevis) Domare: Trevester Richards (Saint Kitts och Nevis) | Basseterre (Saint Kitts och Nevis) Domare: Trevester Richards (Saint Kitts och Nevis) |

|             | 13 oktober 2019 | Brittiska Jungfruöarna                                 | 3 – 4           | Bonaire                                                                                   | Warner Park                                                                     |                                                                                 |
| 15:00 UTC−4 | 15:00 UTC−4     | Bailey Rowe 45+3′ Tyler Forbes 65′ Jerry Wiltshire 84′ | (1 – 1) Rapport | 25′ (str.) Ayrton Cicilia 88′ Rilove Janga 90+3′ (sjm.) Charles Medway 90+5′ Jurven Koffy | Basseterre (Saint Kitts och Nevis) Domare: Moeth Gaymes (Saint Kitts och Nevis) | Basseterre (Saint Kitts och Nevis) Domare: Moeth Gaymes (Saint Kitts och Nevis) |
| 15:00 UTC−4 | 15:00 UTC−4     |                                                        |                 |                                                                                           | Basseterre (Saint Kitts och Nevis) Domare: Moeth Gaymes (Saint Kitts och Nevis) | Basseterre (Saint Kitts och Nevis) Domare: Moeth Gaymes (Saint Kitts och Nevis) |
| 15:00 UTC−4 | 15:00 UTC−4     |                                                        |                 |                                                                                           | Basseterre (Saint Kitts och Nevis) Domare: Moeth Gaymes (Saint Kitts och Nevis) | Basseterre (Saint Kitts och Nevis) Domare: Moeth Gaymes (Saint Kitts och Nevis) |

|             | 14 november 2019 | Bahamas                                                | 3 – 0           | Brittiska Jungfruöarna | Thomas Robinson Stadium                                |                                                        |
| 19:00 UTC−4 | 19:00 UTC−4      | Marcel Joseph 9′ Lesly St. Fleur 11′ Quinton Carey 36′ | (3 – 0) Rapport |                        | Nassau Domare: Tristley Bassue (Saint Kitts och Nevis) | Nassau Domare: Tristley Bassue (Saint Kitts och Nevis) |
| 19:00 UTC−4 | 19:00 UTC−4      |                                                        |                 |                        | Nassau Domare: Tristley Bassue (Saint Kitts och Nevis) | Nassau Domare: Tristley Bassue (Saint Kitts och Nevis) |
| 19:00 UTC−4 | 19:00 UTC−4      |                                                        |                 |                        | Nassau Domare: Tristley Bassue (Saint Kitts och Nevis) | Nassau Domare: Tristley Bassue (Saint Kitts och Nevis) |

|             | 17 november 2019 | Bonaire         | 1 – 1           | Bahamas           | Ergilio Hato Stadium                                              |                                                                   |
| 16:00 UTC−4 | 16:00 UTC−4      | Ilfred Piar 44′ | (1 – 1) Rapport | 36′ Terry Delancy | Willemstad (Curaçao) Domare: Walter López Castellanos (Guatemala) | Willemstad (Curaçao) Domare: Walter López Castellanos (Guatemala) |
| 16:00 UTC−4 | 16:00 UTC−4      |                 |                 |                   | Willemstad (Curaçao) Domare: Walter López Castellanos (Guatemala) | Willemstad (Curaçao) Domare: Walter López Castellanos (Guatemala) |
| 16:00 UTC−4 | 16:00 UTC−4      |                 |                 |                   | Willemstad (Curaçao) Domare: Walter López Castellanos (Guatemala) | Willemstad (Curaçao) Domare: Walter López Castellanos (Guatemala) |

### Grupp C
| Nr | Lag         | S | V | O | F | GM | IM | MS  | P  |
| -- | ----------- | - | - | - | - | -- | -- | --- | -- |
| 1  | Guatemala   | 4 | 4 | 0 | 0 | 25 | 0  | +25 | 12 |
| 2  | Puerto Rico | 4 | 2 | 0 | 2 | 6  | 12 | −6  | 6  |
| 3  | Anguilla    | 4 | 0 | 0 | 4 | 2  | 21 | −19 | 0  |

|             | 5 september 2019 | Guatemala | 10 – 00         | Anguilla | Estadio Doroteo Guamuch Flores                                            |                                                                           |
| 20:00 UTC−6 | 20:00 UTC−6      | Jorge Estuardo Vargas 13′ José Carlos Martínez 18′ Marvin Ceballos 37′, 82′ Alejandro Galindo 44′ Edi Danilo Guerra 60′, 72′, 77′, 86′ Jean Márquez 90+1′ (str.) | (5 – 0) Rapport |          | Guatemala City Domare: Randy Encarnacion Solano (Dominikanska republiken) | Guatemala City Domare: Randy Encarnacion Solano (Dominikanska republiken) |
| 20:00 UTC−6 | 20:00 UTC−6      | |                 |          | Guatemala City Domare: Randy Encarnacion Solano (Dominikanska republiken) | Guatemala City Domare: Randy Encarnacion Solano (Dominikanska republiken) |
| 20:00 UTC−6 | 20:00 UTC−6      | |                 |          | Guatemala City Domare: Randy Encarnacion Solano (Dominikanska republiken) | Guatemala City Domare: Randy Encarnacion Solano (Dominikanska republiken) |

|             | 10 september 2019 | Puerto Rico | 0 – 5           | Guatemala | Mayagüez Athletics Stadium                    |                                               |
| 21:00 UTC−4 | 21:00 UTC−4       |             | (0 – 1) Rapport | 30′ (str.) Marvin Ceballos 54′ (str.) Edi Danilo Guerra 61′ (str.) Alejandro Galindo 66′ Stheven Robles 89′ Luis de León | Mayagüez Domare: Ismael Cornejo (El Salvador) | Mayagüez Domare: Ismael Cornejo (El Salvador) |
| 21:00 UTC−4 | 21:00 UTC−4       |             |                 | | Mayagüez Domare: Ismael Cornejo (El Salvador) | Mayagüez Domare: Ismael Cornejo (El Salvador) |
| 21:00 UTC−4 | 21:00 UTC−4       |             |                 | | Mayagüez Domare: Ismael Cornejo (El Salvador) | Mayagüez Domare: Ismael Cornejo (El Salvador) |

|             | 12 oktober 2019 | Anguilla | 0 – 5           | Guatemala                                                                                                | Raymond E. Guishard Technical Centre    |                                         |
| 20:00 UTC−4 | 20:00 UTC−4     |          | (0 – 2) Rapport | 4′ Edi Danilo Guerra 18′ Edward Santeliz 61′ (str.) Marvin Ceballos 72′ Wilber Pérez 90+2′ Wilson Pineda | The Valley Domare: Reon Radix (Grenada) | The Valley Domare: Reon Radix (Grenada) |
| 20:00 UTC−4 | 20:00 UTC−4     |          |                 | | The Valley Domare: Reon Radix (Grenada) | The Valley Domare: Reon Radix (Grenada) |
| 20:00 UTC−4 | 20:00 UTC−4     |          |                 | | The Valley Domare: Reon Radix (Grenada) | The Valley Domare: Reon Radix (Grenada) |

|             | 15 oktober 2019 | Anguilla                                  | 2 – 3           | Puerto Rico                                              | Raymond E. Guishard Technical Centre        |                                             |
| 20:00 UTC−4 | 20:00 UTC−4     | Kyle Lake-Bryan 76′ Jonathan Guishard 89′ | (0 – 2) Rapport | 39′ José Luis Ferrer 44′ Giovanni Padron 54′ Gerald Díaz | The Valley Domare: Ricangel de Leça (Aruba) | The Valley Domare: Ricangel de Leça (Aruba) |
| 20:00 UTC−4 | 20:00 UTC−4     |                                           |                 |                                                          | The Valley Domare: Ricangel de Leça (Aruba) | The Valley Domare: Ricangel de Leça (Aruba) |
| 20:00 UTC−4 | 20:00 UTC−4     |                                           |                 |                                                          | The Valley Domare: Ricangel de Leça (Aruba) | The Valley Domare: Ricangel de Leça (Aruba) |

|             | 16 november 2019 | Guatemala | 5 – 0           | Puerto Rico | Estadio Doroteo Guamuch Flores                   |                                                  |
| 19:00 UTC−6 | 19:00 UTC−6      | Carlos Eduardo Gallardo 3′ Alejandro Galindo 19′ (str.) Stefano Cincotta 45′ Yeltsin Álvarez 56′ Luis Martínez 82′ | (3 – 0) Rapport |             | Guatemala City Domare: Nelson Salgado (Honduras) | Guatemala City Domare: Nelson Salgado (Honduras) |
| 19:00 UTC−6 | 19:00 UTC−6      | |                 |             | Guatemala City Domare: Nelson Salgado (Honduras) | Guatemala City Domare: Nelson Salgado (Honduras) |
| 19:00 UTC−6 | 19:00 UTC−6      | |                 |             | Guatemala City Domare: Nelson Salgado (Honduras) | Guatemala City Domare: Nelson Salgado (Honduras) |

|             | 19 november 2019 | Puerto Rico                                  | 3 – 0           | Anguilla | Juan Ramón Loubriel Stadium            |                                        |
| 18:00 UTC−4 | 18:00 UTC−4      | Sidney Rivera 56′, 67′ (str.) Devin Vega 82′ | (0 – 0) Rapport |          | Bayamón Domare: Ariel Sánchez (Panama) | Bayamón Domare: Ariel Sánchez (Panama) |
| 18:00 UTC−4 | 18:00 UTC−4      |                                              |                 |          | Bayamón Domare: Ariel Sánchez (Panama) | Bayamón Domare: Ariel Sánchez (Panama) |
| 18:00 UTC−4 | 18:00 UTC−4      |                                              |                 |          | Bayamón Domare: Ariel Sánchez (Panama) | Bayamón Domare: Ariel Sánchez (Panama) |

### Grupp D
| Nr | Lag                    | S | V | O | F | GM | IM | MS  | P  |
| -- | ---------------------- | - | - | - | - | -- | -- | --- | -- |
| 1  | Guadeloupe             | 4 | 4 | 0 | 0 | 20 | 2  | +18 | 12 |
| 2  | Turks- och Caicosöarna | 4 | 2 | 0 | 2 | 8  | 17 | −9  | 6  |
| 3  | Sint Maarten           | 4 | 0 | 0 | 4 | 6  | 15 | −9  | 0  |

|             | 7 september 2019 | Guadeloupe                                                                        | 5 – 1           | Sint Maarten | Stade René Serge Nabajoth                       |                                                 |
| 17:00 UTC−4 | 17:00 UTC−4      | Dimitri Ramothe 5′ Florian David 26′, 61′ Anthony Baron 48′ Ronan Hauterville 89′ | (2 – 0) Rapport |              | Les Abymes Domare: Pierre-Luc Lauzière (Kanada) | Les Abymes Domare: Pierre-Luc Lauzière (Kanada) |
| 17:00 UTC−4 | 17:00 UTC−4      |                                                                                   |                 |              | Les Abymes Domare: Pierre-Luc Lauzière (Kanada) | Les Abymes Domare: Pierre-Luc Lauzière (Kanada) |
| 17:00 UTC−4 | 17:00 UTC−4      |                                                                                   |                 |              | Les Abymes Domare: Pierre-Luc Lauzière (Kanada) | Les Abymes Domare: Pierre-Luc Lauzière (Kanada) |

|             | 10 september 2019 | Turks- och Caicosöarna | 0 – 3           | Guadeloupe                                                | TCIFA National Academy                                |                                                       |
| 15:00 UTC−4 | 15:00 UTC−4       |                        | (0 – 1) Rapport | 13′ (str.), 51′ (str.) Raphael Mirval 84′ Likendy Labylle | Providenciales Domare: José Raúl Torres (Puerto Rico) | Providenciales Domare: José Raúl Torres (Puerto Rico) |
| 15:00 UTC−4 | 15:00 UTC−4       |                        |                 |                                                           | Providenciales Domare: José Raúl Torres (Puerto Rico) | Providenciales Domare: José Raúl Torres (Puerto Rico) |
| 15:00 UTC−4 | 15:00 UTC−4       |                        |                 |                                                           | Providenciales Domare: José Raúl Torres (Puerto Rico) | Providenciales Domare: José Raúl Torres (Puerto Rico) |

|             | 10 oktober 2019 | Sint Maarten               | 2 – 5           | Turks- och Caicosöarna                                               | Ergilio Hato Stadium                                      |                                                           |
| 19:00 UTC−4 | 19:00 UTC−4     | Gerwin Lake 9′, 36′ (str.) | (2 – 2) Rapport | 18′, 45+1′, 87′ (str.) Billy Forbes 59′ Jeff Beljour 61′ Herby Magny | Willemstad (Curaçao) Domare: Ismael Cornejo (El Salvador) | Willemstad (Curaçao) Domare: Ismael Cornejo (El Salvador) |
| 19:00 UTC−4 | 19:00 UTC−4     |                            |                 |                                                                      | Willemstad (Curaçao) Domare: Ismael Cornejo (El Salvador) | Willemstad (Curaçao) Domare: Ismael Cornejo (El Salvador) |
| 19:00 UTC−4 | 19:00 UTC−4     |                            |                 |                                                                      | Willemstad (Curaçao) Domare: Ismael Cornejo (El Salvador) | Willemstad (Curaçao) Domare: Ismael Cornejo (El Salvador) |

|             | 14 oktober 2019 | Sint Maarten           | 1 – 2           | Guadeloupe                     | Ergilio Hato Stadium                              |                                                   |
| 19:00 UTC−4 | 19:00 UTC−4     | Gerwin Lake 75′ (str.) | (0 – 2) Rapport | 10′ (str.), 35′ Raphael Mirval | Willemstad (Curaçao) Domare: José Kellys (Panama) | Willemstad (Curaçao) Domare: José Kellys (Panama) |
| 19:00 UTC−4 | 19:00 UTC−4     |                        |                 |                                | Willemstad (Curaçao) Domare: José Kellys (Panama) | Willemstad (Curaçao) Domare: José Kellys (Panama) |
| 19:00 UTC−4 | 19:00 UTC−4     |                        |                 |                                | Willemstad (Curaçao) Domare: José Kellys (Panama) | Willemstad (Curaçao) Domare: José Kellys (Panama) |

|             | 14 november 2019 | Turks- och Caicosöarna                               | 3 – 2           | Sint Maarten                          | TCIFA National Academy                                |                                                       |
| 15:00 UTC−4 | 15:00 UTC−4      | José Elcius 37′ Lenford Singh 75′ Billy Forbes 90+3′ | (1 – 2) Rapport | 12′ Gerwin Lake 45+1′ Remsley Boelijn | Providenciales Domare: William Anderson (Puerto Rico) | Providenciales Domare: William Anderson (Puerto Rico) |
| 15:00 UTC−4 | 15:00 UTC−4      |                                                      |                 |                                       | Providenciales Domare: William Anderson (Puerto Rico) | Providenciales Domare: William Anderson (Puerto Rico) |
| 15:00 UTC−4 | 15:00 UTC−4      |                                                      |                 |                                       | Providenciales Domare: William Anderson (Puerto Rico) | Providenciales Domare: William Anderson (Puerto Rico) |

|             | 17 november 2019 | Guadeloupe | 10 – 00         | Turks- och Caicosöarna | Stade René Serge Nabajoth             |                                       |
| 19:00 UTC−4 | 19:00 UTC−4      | Raphael Mirval 3′, 6′, 53′ Vidian Valérius 7′ Dimitri Ramothe 30′, 75′ Geoffray Durbant 39′, 63′ Vikash Tille 80′ Elbert Anatol 90′ (str.) | (5 – 0) Rapport |                        | Les Abymes Domare: Nima Saghafi (USA) | Les Abymes Domare: Nima Saghafi (USA) |
| 19:00 UTC−4 | 19:00 UTC−4      | |                 |                        | Les Abymes Domare: Nima Saghafi (USA) | Les Abymes Domare: Nima Saghafi (USA) |
| 19:00 UTC−4 | 19:00 UTC−4      | |                 |                        | Les Abymes Domare: Nima Saghafi (USA) | Les Abymes Domare: Nima Saghafi (USA) |